# Cyryl Jaksa Ładyżyński
Cyryl Jaksa Ładyżyński, także Cyryl de Jaksa (de Jaxa) Ładyżyński, rus. Кирилл Якса Ладыжиньскій – Kyryłł Jaksa Ładyżyński (ur. 13 stycznia 1830 w Berezce lub w Czaszynie, zm. 6 listopada 1897 w Sanoku) – oficer armii austriackiej, burmistrz Sanoka.

## Życiorys
Urodził się 13 stycznia 1830 w Berezce lub w Czaszynie. Był Rusinem. Wychowywał się w rodzinie księdza greckokatolickiego. W młodości uczestniczył w powstaniu węgierskim po stronie Węgrów walcząc w szeregach Legionu Polskiego na Węgrzech w stopniu sierżanta artylerii. Potem był zmuszony przez lata przebywać w Turcji. Po powrocie do kraju został zawodowym oficerem Armii Cesarstwa Austriackiego. W stopniu podporucznika I klasy służył w 12 pułku piechoty w Comorn od około 1859 do około 1865. W listopadzie 1865 został spensjonowany jako czasowy inwalida. Według innych źródeł został zdemobilizowany po przegranej bitwie pod Sadową (3 lipca 1866). Najwyższym postanowieniem z 1 listopada 1866 jako podporucznik I klasy w stanie spoczynku otrzymał charakter nadporucznika ad honores. W tym stopniu w stanie spoczynku pozostawał do końca życia.

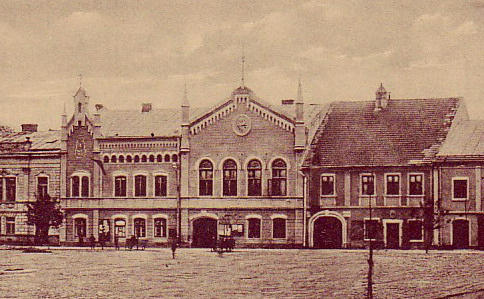
Ratusz w Sanoku na początku XX wieku

Po wystąpieniu z armii z nadwyrężonym zdrowiem osiedlił się w Sanoku. Jako pensjonowany porucznik uchwałą Rady Miejskiej w Sanoku z 31 października 1876 otrzymał prawo obywatelstwa Sanoka z uwolnieniem od wpłaty taksy. W latach 1872–1897 był burmistrzem Sanoka. Po raz pierwszy objął tę funkcję (jako przewodniczący Zarządu Rady Miejskiej) w wyniku przeprowadzenia ponownych wyborów z 1872. Był wybierany na to stanowisko w kolejnych kadencjach: 27 sierpnia 1875, 1881, 18 listopada 1884, 1887, 1889, 1890, 1891, 1892, 1893, 1894, 1895, 1896 i 1897. Łącznie pełnił urząd burmistrza przez 25 lat (najdłużej ze wszystkich dotychczasowych). Jego zastępcami byli Karol Pollak (1872–1873), Jan Zarewicz (od 1873 do 15 maja 1879), Aital Witoszyński (od 1879, od 1881, od 1884). Początkowo, piastując urząd burmistrza Sanoka, miał za zadanie zniwelować skutki pożaru miasta w 1872. Za jego kadencji zostały utworzone: C. K. Gimnazjum (1880, początkowo gimnazjum funkcjonowało w murowanym domu burmistrza przy ulicy Zamkowej, potem przy ulicy Cerkiewnej, a 20 października 1883 zostało przeniesione do gmachu przy ulicy Jana III Sobieskiego), C. K. Sąd Obwodowy (1887, początkowo w budynku przy ulicy Kazimierza Wielkiego 8, następnie w siedzibie przy ulicy Tadeusza Kościuszki 5), C. K. Dyrekcja Skarbu (w budynku przy ulicy Henryka Sienkiewicza, linia kolejowa w ramach Kolei Transwersalnej (1884, w tym stacja kolejowa Sanok), koszary wojskowe, kościół Przemienienia Pańskiego (1886), Kasyno Mieszczańskie (w tym biblioteka i czytelnia gazet; w budynku Ramerówka), Szpital Powszechny przy ulicy Stanisława Konarskiego (1879–1879), a także inne budynki użyteczności publicznej. W dniu 19 września 1880 w pobliskim Zagórzu spotkał się z podróżującym po Galicji cesarzem Austrii Franciszkiem Józefem I. Podczas powtórnego pogrzebu Adama Mickiewicza na Wawelu w Krakowie 4 lipca 1890 uczestniczył w uroczystościach w składzie delegacji miasta Sanoka.
20 kwietnia 1874 został wybrany z grupy gmin miejskich do Rady c. k. powiatu sanockiego i w kolejnych latach pełnił funkcję członka wydziału powiatowego do około 1881, potem zastępcą prezesa wydziału powiatowego od około 1881 do około 1888, w tym okresie wybrany ponownie do Rady w 1884, potem w 1888 i w 1890 był członkiem wydziału, a od 1892 zastępcą prezesa, po czym w grudniu 1896 ponownie wybrany do Rady z grupy gmin miejskich, a w lutym 1897 zastąpiony w funkcji zastępcy marszałka Rady Powiatowej przez ks. Teofila Kałużniackiego. W połowie 1885 bez powodzenia kandydował w wyborach z kurii wiejskiej w okręgu Sanok, Brzozów, Lisko do Rady Państwa VII kadencji, ulegając Edwardowi Gniewoszowi (otrzymał 3 głosy na 183 oddanych).
Działał społecznie. Był jednym z założycieli Ochotniczej Straży Pożarnej w Sanoku w 1872 (naczelnikiem został dr Stanisław Biliński). Od grudnia 1880 pełnił funkcję dyrektora założonego w 1871 Powiatowego Towarzystwa Zaliczkowego w Sanoku, później był członkiem dyrekcji tegoż. Był członkiem sanockiego biura powiatowego Stowarzyszenia Czerwonego Krzyża mężczyzn i dam w Galicji. 23 sierpnia 1895 był reprezentantem kurii mniejszej własności Sanoka na spotkaniu komitetów lokalnych we Lwowie przed wyborami do Sejmu Krajowego VII kadencji. Popierał krzewienie kultury fizycznej i sportu – jego staraniem Rada Miejska zdecydowała o opłacaniu lekcji gimnastyki w szkołach. Organizował obchody uroczystości historyczno-patriotycznych (upamiętniające np. bitwę pod Wiedniem z 1683, uchwalenie Konstytucję 3 maja z 1791). Od 1894, po decyzji o upamiętnieniu setnej rocznicy bitwy pod Racławicami, przewodził powołanemu komitetowi obchodów i był inicjatorem powstania w mieście pomnika Tadeusza Kościuszki, który został odsłonięty 28 września 1902 na placu św. Jana. 25 marca 1895 został wydziałowym Towarzystwa Muzyki Ochotniczej w Sanoku. Pracował jako dyrygent „Kółka Muzycznego” w Sanoku. W jego ramach kierował orkiestrą oraz był członkiem chóru. W mieście uchodził za inicjatora umuzykalnienia, kierował chórem. Był członkiem wydziału Kółka Dramatyczno-Muzycznego w Sanoku, ponownie wybierany 9 listopada 1895, 20 stycznia 1897. Został przewodniczącym wydziału Szkoły Przemysłowej Uzupełniającej w Sanoku, powołanej w 1893. Był członkiem zwyczajnym Macierzy Szkolnej dla Księstwa Cieszyńskiego, członkiem sanockiego gniazda Polskiego Towarzystwa Gimnastycznego „Sokół”.

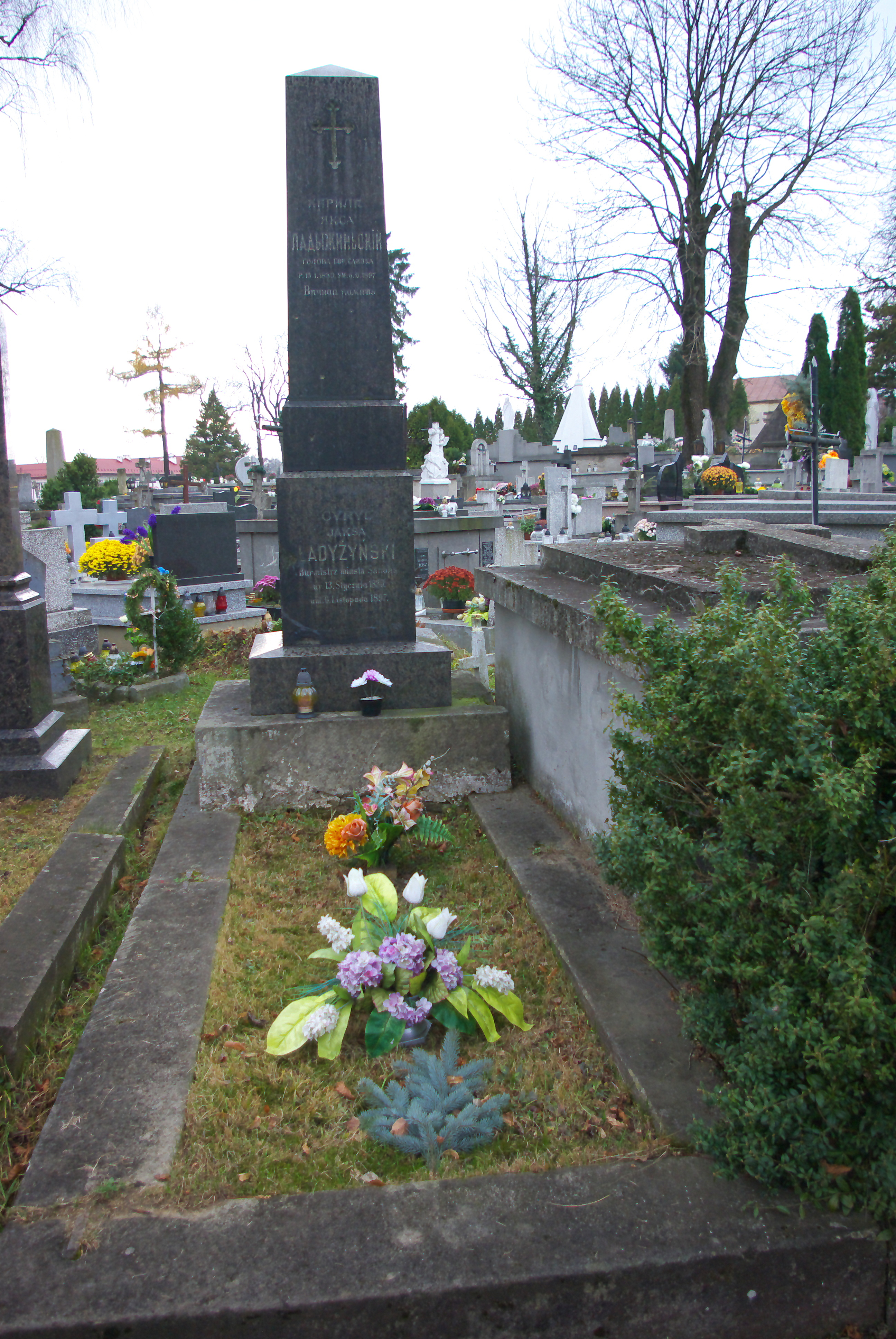
Nagrobek Cyryla Jaksy Ładyżyńskiego

Miał wielkie uznanie wśród mieszkańców miasta. Wypowiadano się o nim słowami „gente Ruthenus, natione Polonus” (pol. „z pochodzenia Rusin, z narodowości Polak”). Według Edwarda Zająca w 1895 Cyrylowi Ładyżyńskiemu nadano tytuł honorowego obywatelstwa Sanoka w uznaniu zasług dla miasta i założenia wielu obiektów użyteczności publicznej.
W dniu 13 sierpnia 1896 zatwierdzono jego urlop na 5 tygodni, a 9 września 1897 na okres 6 tygodni. Zmarł nagle rano 6 listopada 1897 podczas pracy w biurze sanockiego ratusza wskutek ataku apopleksji. 8 listopada 1897 odbył się pogrzeb, który zorganizowano na koszt miasta. Kondukt żałobny przechodził oświetlonymi ulicami miasta od cerkwi przez rynek, w uroczystościach brało udział tłumy mieszkańców, śpiewał chór gimnazjalny, grała muzyka wojskowa, a w tym czasie zamknięto w mieście sklepy oraz wstrzymano pracę w zakładach. Z gmachu magistratu przemawia Aleksander Iskrzycki, a nad grobem Leopold Biega i ks. Josyf Moskałyk. Cyryl Jaksa Ładyżyński został pochowany na cmentarzu przy ul. Rymanowskiej w Sanoku w miejscu dla zasłużonych. Rok później decyzją Rady Miasta ufundowano nagrobek, wykonany przez Juliana Markowskiego. Na wykonanym z czarnego marmuru pomniku umieszczono dwujęzyczne inskrypcje – w języku polskim i ruskim. Obiekt został uznany za obiekt zabytkowy i podlega ochronie prawnej.
Był żonaty z Pulcherią z domu Borkowską (1836–1900), pochowaną obok męża w analogicznie wykonanym nagrobku. Jego synami byli: Michał Ładyżyński (1867-1931, doktor filozofii, profesor gimnazjalny łaciny i greki w sanockim gimnazjum, wybrany radnym w Sanoku po śmierci ojca, pochowany w jego grobie), Leon Józef (ur. ok. 1868, zm. 1880), Mikołaj Cyryl (1870-1900, doktor praw), Aleksander (ur. 1872, w 1896 wyświęcony na księdza greckokatolickiego). W Sanoku zamieszkiwał z rodziną przy ulicy Cerkiewnej. Według Edwarda Zająca po przyznaniu honorowego obywatelstwa Sanoka Cyryl Ładyżyński jako nagrodę otrzymał dom miejski przy ul. Sanowej.
Po śmierci Cyryla Ładyżyńskiego urząd burmistrza Sanoka na przełomie 1897/1898 pozostawał opróżniony, zaś jako zastępcy figurowali Aital Witoszyński i Paweł Hydzik.